# Exidiopsis pulverea
Exidiopsis pulverea är en svampart som tillhör divisionen basidiesvampar, och som beskrevs av K. Hauerslev. Exidiopsis pulverea ingår i släktet Exidiopsis, och familjen Exidiaceae. Arten har ej påträffats i Sverige.